# Mercedes-Benz OM 603
OM 603 motoren var en 6-cylindret dieselmotor fra Mercedes-Benz.
Motoren fandtes i en sugeudgave på 3,0 liter med 113 hk, samt i to turboudgaver, en på 3,0 liter med 147 hk og en på 3,4 liter med 150 hk.
Sugeudgaven blev med omdøbningen af Mercedes-Benz W124 til E-klasse i 1993 afløst af de nye OM 605 og 606 med hhv. 5 og 6 cylindre og 4 ventiler pr. cylinder, mens den 3,0 liters turboudgave fortsatte frem til 1995, hvor W124 udgik.
Den 3,4 liters turboudgave blev i 1995 afløst af en turboudgave af OM 606 med 177 hk (130 kW).

## Tekniske data
|                                              | OM 603.912                        | OM 603.960                                    | OM 603.971                                    |
| -------------------------------------------- | --------------------------------- | --------------------------------------------- | --------------------------------------------- |
| Antal cylindre                               | 6 i række                         | 6 i række                                     | 6 i række                                     |
| Antal knastaksler (overliggende, kædedrevne) | 1                                 | 1                                             | 1                                             |
| Antal ventiler pr. cylinder (total)          | 2 (12)                            | 2 (12)                                        | 2 (12)                                        |
| Slagvolumen (cm3)                            | 2996                              | 2996                                          | 3449                                          |
| Boring x slaglængde (mm)                     | 87,0 x 84,0                       | 87,0 x 84,0                                   | 89,0 x 92,4                                   |
| Kompressionsforhold                          | 22,0:1                            | 22,0:1                                        | 22,0:1                                        |
| Max. effekt kW (HK) ved/ O pr min            | 83 (113) / 4600                   | 108 (147) / 4600                              | 110 (150) / 4000                              |
| Moment Nm ved/ O pr min                      | 191 / 2800-3050                   | 273 / 2400                                    | 310 / 2000                                    |
| Fødesystem                                   | Mekanisk indsprøjtning i forkamre | Mekanisk indsprøjtning i forkamre, turbolader | Mekanisk indsprøjtning i forkamre, turbolader |
| Oliekapacitet (liter)                        | 7,5                               | 8,0                                           | 8,0                                           |
| Modeller                                     | W124                              | W124                                          | W140                                          |